# みあれ祭
みあれ祭（みあれさい）は、毎年10月1日に福岡県宗像市の宗像大社秋季大祭（田島放生会）の最初に行われる海上、航海安全や大漁などを願って行われる祭礼である。

## 内容
宗像大社は本土にある辺津宮、大島にある中津宮、沖ノ島にある沖津宮からなり、それぞれ姉妹神である宗像三女神が祀られている。みあれ祭は辺津宮に祀られている市杵島姫神（いちきしまひめ）が、姉にあたる田心姫神（たごりひめ）と湍津姫神（たぎつひめ）を迎えるもので、海上では宗像三女神それぞれの御輿を載せた3隻の御座船（ござぶね）が宗像七浦（ななうら）の船団に供奉（ぐぶ）されて、海上を巡行する。漁船およそ数百隻による大規模な海上神幸行事で知られる。宗像氏は有史以前の上代、古代から海人族(あまぞく)として知られ、優れた航海技術をもち、日本と大陸との交易に重要な役割を果たしてきたとされる。

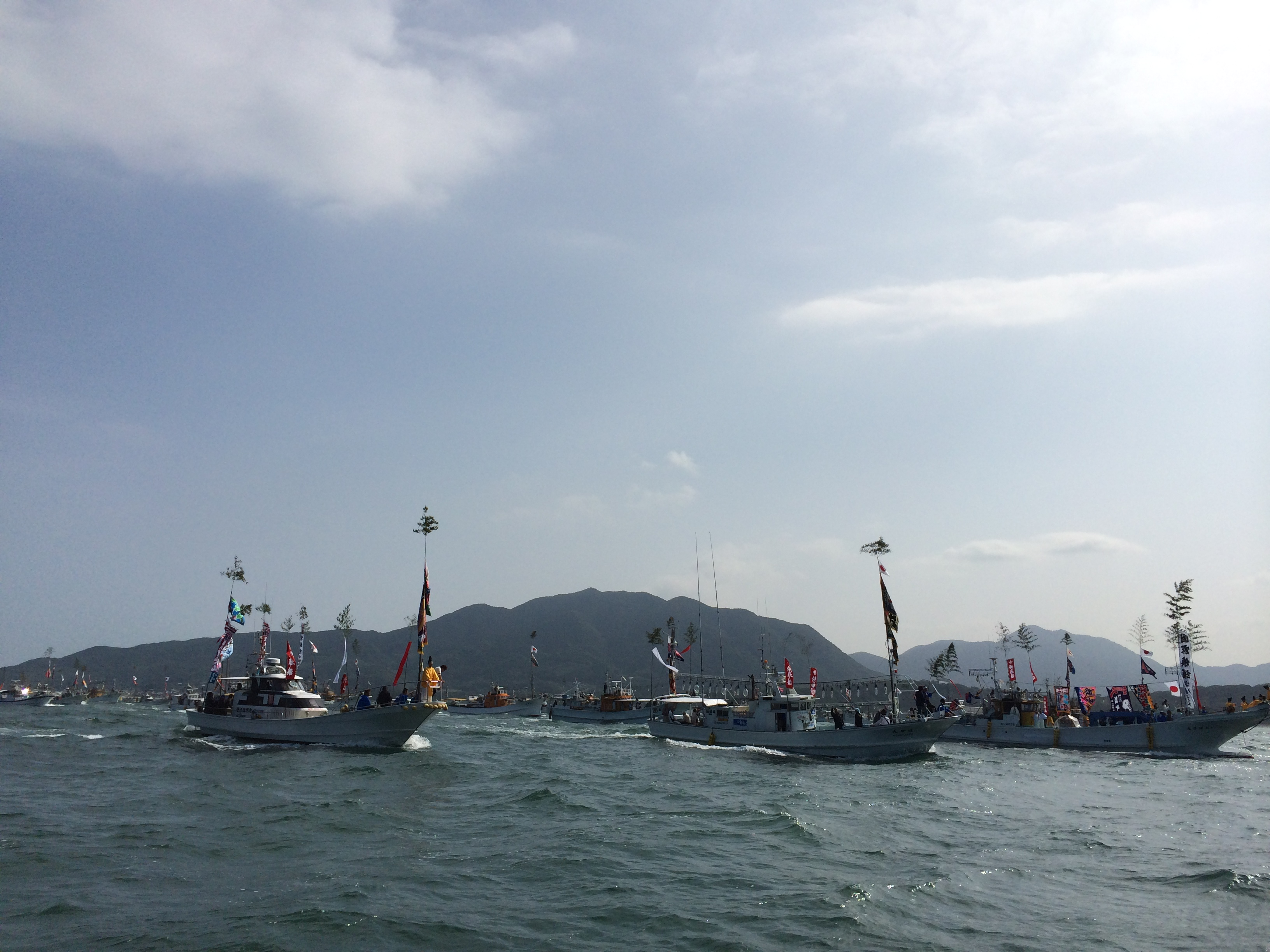
海上神幸行事のシーン（2014年）

## メディアへの登場
NHK福岡放送局制作の2003年の福岡発地域ドラマ「玄海〜わたしの海へ〜」のエンディングで用いられた。
2005年にRKB毎日放送制作の『ダイドードリンコスペシャル 海と女神の物語 みあれ祭』で紹介された。